# Hotel Scandic Copenhagen
Hotel Scandic Copenhagen, tidligere Sheraton Copenhagen Hotel, er et hotel, der er beliggende på Vesterbro i København, tæt ved Sankt Jørgens Sø. Hotellet ligger ved siden af Tycho Brahe Planetarium.
Hotellet, der er udført i modernistisk stil, stod færdigt i 1971 og er tegnet af Jørgen Buschardt. Det blev i mange år drevet af Manfred Nissen, der også var direktør for Copenhagen Plaza Hotel, Hotel Copenhagen Crown og Copenhagen Star Hotel.
Hotellet var oprindeligt ejet af Aage V. Jensens Fonde og leaset til amerikanske Starwood Hotels and Resorts Worldwide som en del af dennes Sheraton-kæde. I 1996 solgte Aage V. Jensens Fonde hotellet til Scandic Hotels, der har drevet det siden. På salgstidspunktet omsatte hotellet for 115 mio.kr. og havde 240 ansatte.
Hotellet er senest ombygget i 2011-2012.